# Referendumul constituțional din România, 1941 (noiembrie)
Referendumul constituțional din România a fost convocat la data de 15 noiembrie 1941 pentru a valida politicile lui Ion Antonescu.
Votul s-a desfășurat oral, iar tăcerea era considerată drept „da”. Votul a fost aprobat cu 99,998% pentru și 68 de persoane au votat împotrivă.

## Context
Referendumul a avut loc după ce prelungirea programului de muncă din 2 octombrie 1941 a fost întâmpinată cu revolte.

## Rezultate
| Alegere                 | Voturi    | %   |
| ----------------------- | --------- | --- |
| Pentru                  | 3.446.889 | 100 |
| Împotrivă               | 68        | 0   |
| Total                   | 3.446.957 | 100 |
| Sursa: Direct Democracy |           |     |